# Касл-Гіллс (Техас)
Касл-Гіллс (англ. Castle Hills) — місто (англ. city) в США, в окрузі Беар штату Техас. Населення — 3978 осіб (2020).

## Географія
Касл-Гіллс розташований за координатами 29°31′29″ пн. ш. 98°31′9″ зх. д. / 29.52472° пн. ш. 98.51917° зх. д. (29.524727, -98.519054).  За даними Бюро перепису населення США в 2010 році місто мало площу 6,40 км², з яких 6,40 км² — суходіл та 0,00 км² — водойми.

## Демографія
Згідно з переписом 2010 року, у місті мешкало 4116 осіб у 1887 домогосподарствах у складі 1124 родин. Густота населення становила 643 особи/км².  Було 2047 помешкань (320/км²).
Расовий склад населення:
| - 90,5 % — білих - 1,7 % — азіатів - 1,0 % — чорних або афроамериканців - 0,3 % — корінних американців - 4,8 % — осіб інших рас |

До двох чи більше рас належало 1,7 %. Частка іспаномовних становила 38,9 % від усіх жителів.
За віковим діапазоном населення розподілялося таким чином: 17,1 % — особи молодші 18 років, 50,1 % — особи у віці 18—64 років, 32,8 % — особи у віці 65 років та старші. Медіана віку мешканця становила 53,6 року. На 100 осіб жіночої статі у місті припадало 83,9 чоловіків;  на 100 жінок у віці від 18 років та старших — 82,3 чоловіків також старших 18 років.
Середній дохід на одне домашнє господарство  становив 117 506 доларів США (медіана — 83 333), а середній дохід на одну сім'ю — 147 363 долари (медіана — 108 638). Медіана доходів становила 68 750 доларів для чоловіків та 46 844 долари для жінок. За межею бідності перебувало 8,2 % осіб, у тому числі 15,9 % дітей у віці до 18 років та 6,7 % осіб у віці 65 років та старших.
Цивільне працевлаштоване населення становило 1793 особи. Основні галузі зайнятості: освіта, охорона здоров'я та соціальна допомога — 23,0 %, науковці, спеціалісти, менеджери — 19,1 %, роздрібна торгівля — 11,7 %, фінанси, страхування та нерухомість — 8,9 %.